# Neolamprologus obscurus
Neolamprologus obscurus là một loài cá thuộc họ Cichlidae. Nó là loài đặc hữu của hồ Tanganyika nơi nó được tìm thấy ở the Zambian part of the lake.